# Desamor (Puig i Ferreter)
Desamor és un drama en dos actes, original de Joan Puig i Ferreter, estrenada al teatre Catalunya, el 18 de maig del 1912, durant la primera temporada del Sindicat d'Autors Dramàtics Catalans.
L'acció passa a Barcelona, a l'època de l'estrena.

## Repartiment de l'estrena
- Ramon Geniu: Ramon Tor
- Amàlia: Carme Roldan
- Delfina: Emília Baró
- Marc: Rafael Bardem
- Guillemí: Jaume Borràs
- Raquel: Elvira Fremont
- Don Blai Rufi: Lluís Blanca
- Direcció de Jaume Borràs.